# Hirasa permuscosa
Hirasa permuscosa là một loài bướm đêm trong họ Geometridae.